# Barbalos
Barbalos ist eine kleine westspanische Gemeinde (municipio) in der Provinz Salamanca in der Autonomen Gemeinschaft Kastilien-León. Seit der zweiten Hälfte des 20. Jahrhunderts hat sie wie viele Gemeinden der Region einen deutlichen Bevölkerungsrückgang erlebt. Nachdem im Jahr 1950 noch 367 Einwohner in ihr lebten, hatte sie im Jahr 2024 noch 73 Einwohner.

## Bevölkerungsentwicklung
| Jahr      | 1900 | 1950 | 1960 | 1970 | 1981 | 1991 | 2000 | 2018 |
| Einwohner | 451  | 367  | 405  | 307  | 172  | 136  | 108  | 75   |